# ゴート (地球の静止する日)

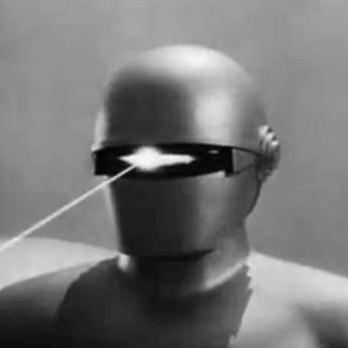
『地球の静止する日』のゴート

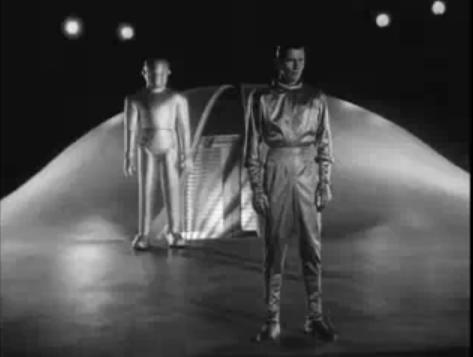
『地球の静止する日』のクラトゥ（右）とゴート

ゴート (Gort) は、1951年のアメリカのSF映画『地球の静止する日』、2008年のキアヌ・リーブス主演のリメイク作品『地球が静止する日』に登場する架空のロボット。
地球を監視するために来訪した宇宙人クラトゥが宇宙船と共に地球に連れてきたロボット。クラトゥの従者であり、ボディーガード。攻撃を加えられたと判断すると、相手が完全に無力になるまで破壊し続ける。地球の科学力では倒すことも止めることもできず、クラトゥが発する「クラトゥ・バラダ・ニクトゥ」という言葉で唯一行動を止めることができる。銀色の巨人で、デザインはいたってシンプルだが、地球人では対抗できないほどの武力を持つ。
『地球の静止する日』のリメイク作品、『地球が静止する日』ではゴートが大量の虫型ナノマシンの集合体に変わっていて、ゴーグルからの怪光線で敵を攻撃するとともに、砂嵐状になって地球上のあらゆる物を分解し尽くす。また、旧作の等身大の大きさから、かなり巨大なサイズに変更されている。